# شکرالله صنیع‌زاده
شکرالله صنیع زاده (زاده: 15 بهمن 1285 خورشیدی، اصفهان - درگذشت: 25 بهمن 1362 خورشیدی، اصفهان)، هنرمند طراح، مینیاتوریست، میناکار، تذهیب کار و گل و بته ساز نامدار ایرانی است.
او به عنوان احیاگر و گسترش دهنده هنر میناکاری در دروان معاصر شناخته می‌شود و شاگردان بسیاری در کارگاهش فعالیت داشته اند. از او آثار ماندگار و زیبایی به جای مانده که برخی از آنها در موزه‌ها و حرم امامان شیعی وجود دارند. آثار مینایی وی، نفیس‌ترین و گران بهاترین آثار میناکاری در ایران به حساب می‌آید.

## زندگی
شکرالله صنیع زاده فرزند عبدالمحمود غفاریان و خدیجه بیگم است که نوه نقاش معروف دوران معاصر، عبدالحسین صنیع همایون و از نسل آقا نجف اصفهانی قلمدان ساز برجسته قاجار است. وی در روز ۱۵ بهمن سال ۱۲۸۵ در محله درب امام اصفهان به دنیا آمد. در مدرسه قدسیه اصفهان دوران ابتدایی و متوسطه را گذراند و قبل از پایان یافتن تحصیلاتش مدرسه را رها کرد و به هنر روی آورد. هنرآموزی و فراگیری نقاشی و مینیاتور را نزد پدربزرگش، عبدالحسین صنیع همایون آغاز نمود. همچنین در زمینه‌های تذهیب، مینیاتور و تشعیر نیز از وجود استاد مصورالملکی و میرزا آقا امامی بهره برد.
در سال ۱۳۲۰ فعالیتش را در کارگاه شخصی اش که در میدان مجسمه و نزدیک به سی و سه پل بود گسترش بیشتری داد. صنیع زاده با هنرمندان برجسته آن زمان همکاری داشت به طوریکه بسیاری از درها، ضریح‌ها و کتیبه‌های حرم‌های امامان شیعه نیز در این کارگاه ساخته شد. وی در این محل بخشی را به نمایشگاه آثار هنرمندان و فروشگاه صنایع دستی اصفهان اختصاص داده بود. بدین ترتیب بود که در بین سالهای ۱۳۳۵ تا ۱۳۵۵ این فروشگاه به نگارستانی اثرگذار و معروف تبدیل گشت که گردشگران داخلی و خارجی نیز از آن بازدید می‌نمودند. مجموعه این فعالیتها باعث گشت که هنر فراموش شده میناکاری نه تنها دوباره زنده شود بلکه گسترش بسیاری پیدا کند.
صنیع زاده در آن زمان برای وارد نمودن کوره، ابزارها و رنگهای مربوط به میناکاری از «مسیو شونمان» مهندس آلمانی فعال در صنعت ایران استفاده کرد.
وی در سال ۱۳۶۲ و بر اثر سکته مغزی درگذشت و در آرامگاه تخت فولاد به خاک سپرده شد. وی دارای پنج فرزند پسر و دو دختر بود که پسر چهارمش به نام «احمد» چهار ماه پیش از درگذشت پدر در جنگ ایران و عراق شهید گشت. همچنین حیدرصنیع زاده فرزند آخر وی نقاش، کارشناس و مدرس در دانشگاه‌های هنر است.

## آثار
وی آثار ماندگار و ارزشمند بسیاری از خود بر جای گذاشت که در طرحهای مینایی، گلدان، ساعت دیواری، بشقاب‌دیواری و تقویم می‌باشد. برخی از آثار معروف وی چنین می‌باشند:
- جعبه قرآن در موزه آستان قدس رضوی نگهداری می‌شود.[۴]
- تصویر از کودکی عیسی در آغوش مریم که از منحصربفردترین آثار میناکاری جهان می‌باشد.[۵]
- تصویر علی
- آثار ارزشمندی همچون درها، ضریحها و کتیبه‌های زیبایی در حرم امامان شیعه در شهرهای نجف، کربلا، کاظمین، سامرا، مشهد، قم، تهران، دمشق و شیراز از خود به جای گذاشته است.
- تابلو میناکاری و مطلا در موزه جوهرات ملی بانک مرکزی
- دو عدد آیینه بیضی مینایی و تذهیب شده در کاخ موزه نیاوران
- پنکه سقفی مینایی و نقاشی موزه استان قدس
- ساخت میناکاری یک قطعه کاشی سلطان سنجری

خوشبختانه امروزه آثار استاد صنیع زاده توسط نوادگان ایشان و شاگردان ایشان به نمایش عموم گذاشته شده است و شما میتوانید از آثار استاد صنیع زاده در وبسایت رسمی ایشان به آدرس https://sanizadeh.com  مراجعه کنید

## نمایشگاه
در اصفهان «نگارستان صنیع زاده» به عنوان فروشگاه و نمایشگاه دایمی وی فعال بوده که یکی از اصلی‌ترین مرکزهای تهیه صنایع دستی محسوب می‌شده است.
همچنین یکی از اصلی ترین محل هایی که شما می توانید از  آثار ایشان دیدن فرمایید پایگاه اینترنتی ایشان به آدرس https://sanizadeh.com می باشد 
در این وبسایت  ٬تمامی آثار نفیس ایشان اعم از میناکاری خاتم کاری و ... نمایش داده شده است.

## افتخارها
- دیپلم افتخار و نشان برنز از نمایشگاه بین‌المللی بروکسل در سال ۱۹۶۴[۷]
- تقدیر نامه از سید محسن حکیم به جهت ساختن ضریح حرم ابوالفضل.
- همچنین صنیع زاده به عنوان خادم افتخاری حرم رضوی انتخاب شده است.

## بزرگداشت‌ها
- در ۲۰ خرداد ۱۳۸۷ یکی از آثار ارزشمند میناکاری وی به عنوان تمبر یادبود صنایع دستی ایران در سال ۱۳۸۷ چاپ شد. اصل اثر مربوطه در موزه هنرهای سنتی و صنایع دستی تهران نگهداری می‌شود.[۸]
- به همت مرکز اصفهان‌شناسی و خانه ملل در ۲۶ دی ماه ۱۳۸۷ به پاس ده‌ها سال فعالیت ارزشمند وی همایشی به نام و به افتخار وی در کتابخانه مرکزی شهرداری اصفهان برگزار شد. سخنران اصلی این همایش محمود فرشچیان، هنر استاد صنیع زاده را تحسین‌انگیز و ماندگار در تاریخ هنر ایران دانست و تماشای آثار او را یکی از دلمشغولی‌های دوران نوجوانی خویش خواند.

## شاگردان
در کارگاه وی هنرمندان بسیاری مشغول به فعالیت بودند که هر کدام از آنها از برجسته‌ترین هنرمندان و میناسازان ایرانی محسوب می‌شدند. در این میان می‌توان به استادان رضا زنگنه (غروی)، رضا اسلامی، سیدمحمود اسلامیان، غلامحسین فیض اللهی، حسین هنر دوست، محمد مهدی غفاریان و محمد علی فرشید اشاره کرد.

## درگذشت و آرامگاه
شکرالله صنیع زاده، 25 بهمن 1362 خورشیدی درگذشت و در تخت فولاد (تکیه آغاباشی) به خاک سپرده شد.